# Cimetière d’Oradour-sur-Glane

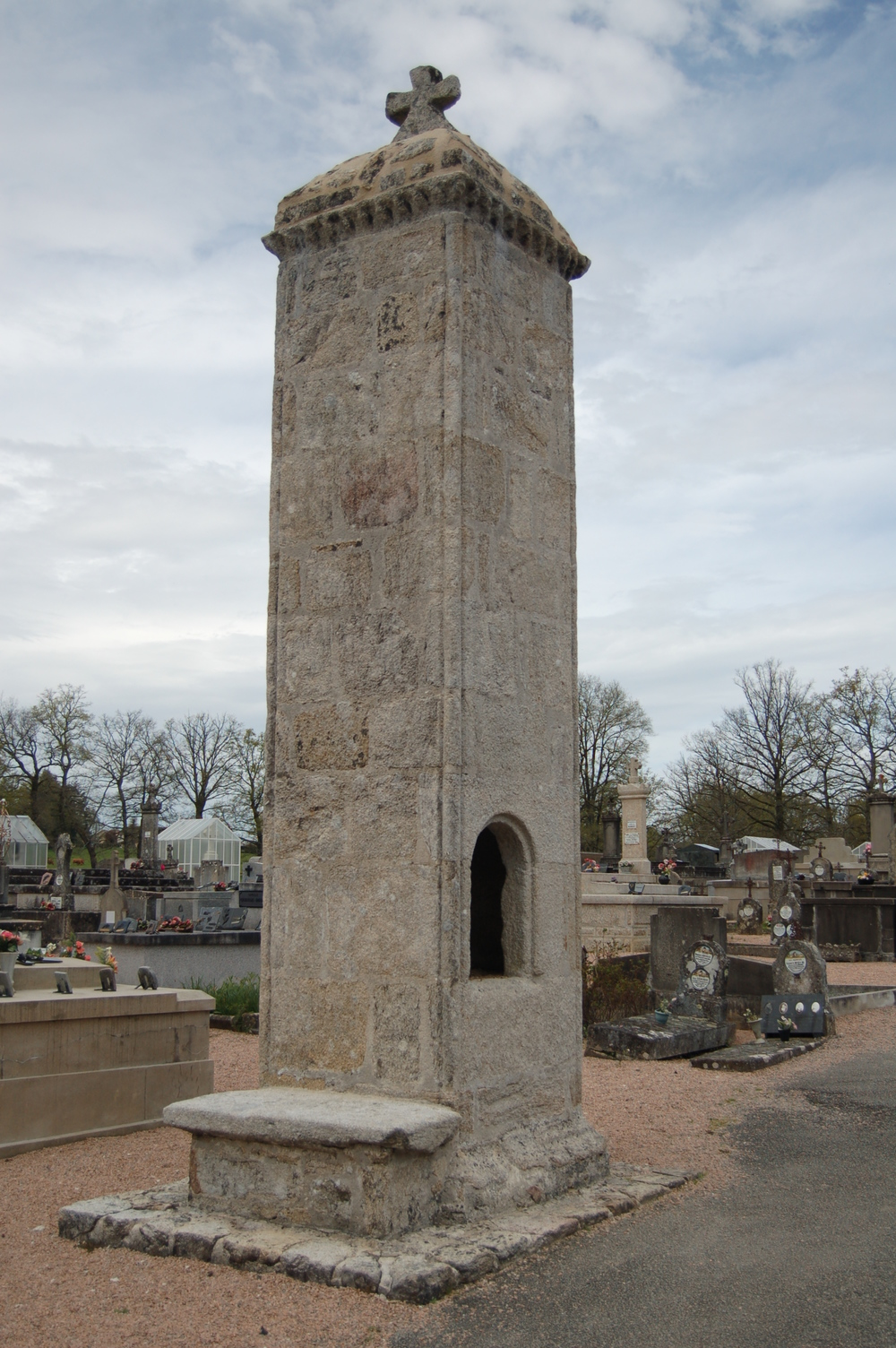
Friedhof von Oradour-sur-Glane, die Totenleuchte aus dem Mittelalter

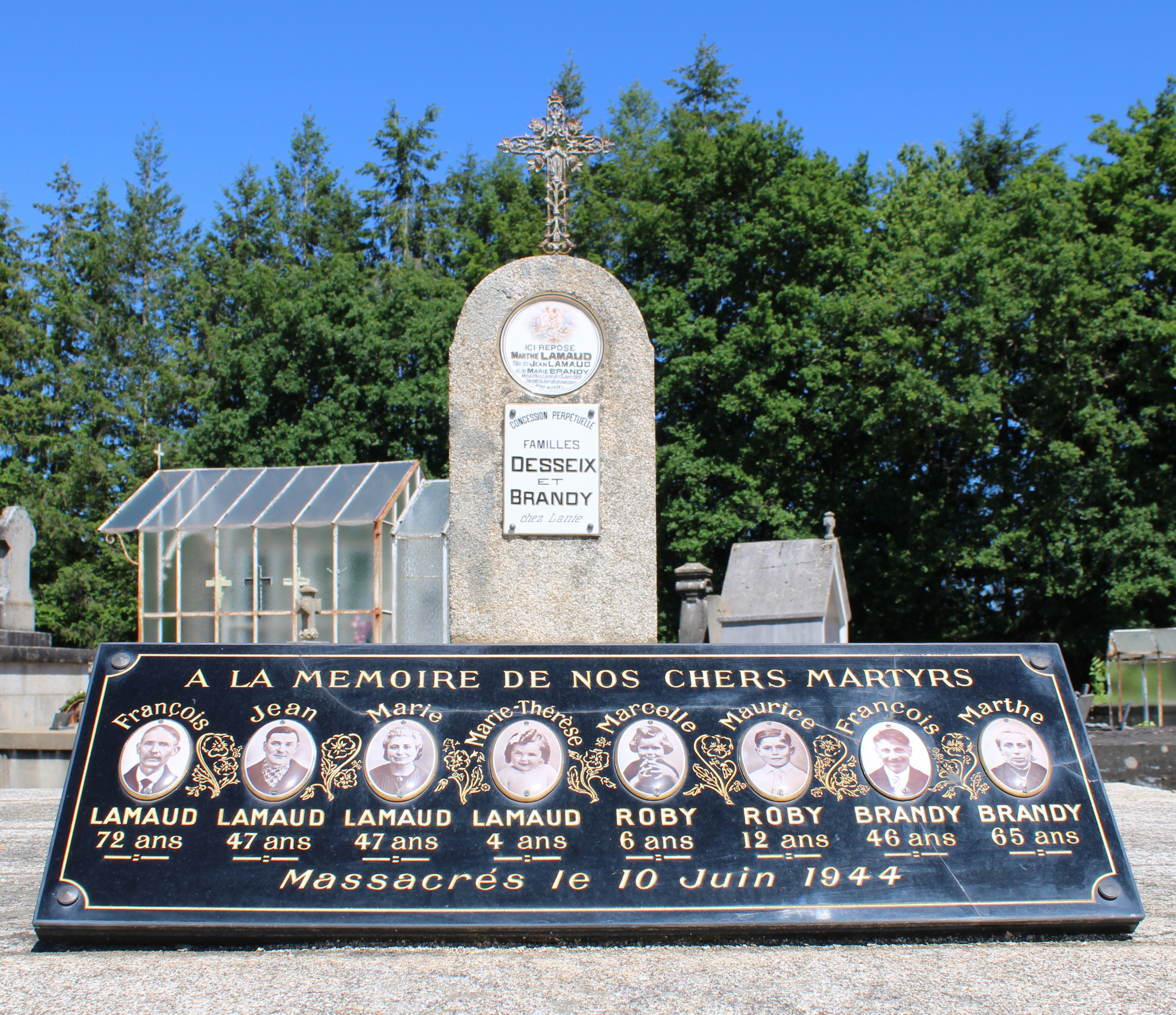
Tafel zur Erinnerung an Familienmitglieder, die beim Massaker von Oradour ermordet wurden

Das Denkmal für die Opfer des Massakers in der Mitte des Friedhofs. Vor der Säule stehen zwei Steinsärge mit Glasdeckel. Im Hintergrund Tafeln mit den Namen der Opfer.

Inschrift an der Säule: „Grabstätte für die 642 Opfer des Massakers von Oradour-sur-Glane – Erinnere dich“

Der Friedhof von Oradour-sur-Glane liegt östlich von Oradour-sur-Glane und nördlich der Ruinen, die bis 1944 das Dorf Oradour-sur-Glane waren. Beim Massaker von Oradour am 10. Juni 1944 wurde das ganze Dorf zerstört, der Friedhof wurde jedoch verschont.
Der Friedhof der kleinen Gemeinde ist einer der meistbesuchten in Frankreich, da das Ruinendorf und das zugehörige Centre de la mémoire viele Besucher anziehen. Er bildet meist den Abschluss der Besichtigungen des Ruinendorfes.
Der Friedhof wurde im Jahr 1926 wegen einer Totenleuchte aus dem 12. Jahrhundert als Kulturdenkmal klassifiziert. Mitten auf dem Friedhof befindet sich ein Denkmal für die Opfer des Massakers von Oradour. Unterhalb der Steinfläche befindet sich ein Sammelgrab der Opfer, in der Mitte ragt eine Säule empor. Vor dem Eingang zum Friedhof befindet sich ein weiteres Denkmal mit einer Krypta, die ursprünglich als Sammelgrab dienen sollte, stattdessen aber als Museum eingerichtet wurde.

## Totenleuchte aus dem Mittelalter
Der Friedhof ist sehr alt. Die Totenleuchte (französisch: lanterne des morts) auf dem Friedhof stammt aus dem 12. Jahrhundert. Das 6,50 Meter hohe Bauwerk nimmt an der Basis eine Fläche von 1,20 × 1,20 m ein. Im Limousin wurden zahlreiche Totenleuchten errichtet. Ihr Licht sollte die Toten beschützen. Im 14. Jahrhundert endete der Brauch, sie als Leuchten zu verwenden.
Mit Bezug zu der Totenlaterne wurde der Friedhof von Oradour-sur-Glane am 2. Februar 1926 als Monument historique (historisches Denkmal) eingestuft.

## Gräber und Gedenken für die Opfer des Massakers von Oradour
Beim Massaker von Oradour wurden 643 Menschen ermordet. Die SS plünderte den Ort und steckte alle Häuser in Brand, so auch die Kirche, in der mehr als 450 Frauen und Kinder starben. Der Friedhof wurde jedoch nicht zerstört und ist noch heute in seiner damaligen Form erhalten.
Nur bei 52 der Ermordeten gelang die Identifizierung der Leiche. Sie fanden ihre letzte Ruhestätte in den jeweiligen Familiengräbern. Die Überreste der anderen Opfer des Massakers konnten aufgrund der Verbrennungen und der Leichenschändungen nicht mehr identifiziert werden, sie konnten nur in einem Massengrab bestattet werden.
Von 1947 bis 1953 ließ der französische Staat vor dem Friedhof ein von Grünflächen umgebenes Denkmal bauen. Die Association Nationale des Familles des Martyrs d’Oradour-sur-Glane (ANFM) – die nationale Vereinigung der Opferangehörigen – hatte den Bau initiiert, die Gestaltung entsprach ihren ursprünglichen Vorstellungen. Im Zentrum des Denkmals befindet sich eine Krypta, in der die Überreste der nicht identifizierten Opfer bestattet werden sollten. Über dem steinernen Eingang zur Krypta steht in Großbuchstaben Memorial – das Denkmal wird heute jedoch meist Martyrium genannt. Im Jahr 1953, als das Denkmal fertiggestellt wurde, fand auch der Prozess in Bordeaux gegen die Täter statt. Nur eine Woche nach dem Urteil wurde eine Amnestie für die meisten Verurteilten verkündet. Aus Protest beschloss die ANFM, das „staatliche“ Denkmal zu ignorieren. Die Krypta stand dann mehr als 20 Jahre lang leer.
Stattdessen ließ die ANFM mitten auf dem Friedhof ein eigenes, durch Spenden finanziertes Denkmal für die Ermordeten errichten. Hier wurden die Überreste der nicht identifizierten Opfer in einem Sammelgrab bestattet. Auf der bedeckenden Steinplatte stehen zwei Steinsärge mit Knochenfragmenten von Opfern des Massakers, die Besucher können diese durch die gläsernen Sargdeckel hindurch sehen. In der Mitte der Steinfläche ragt eine hohe Säule empor. An einer Mauer am Rand sind schwarze Gedenktafeln angebracht, auf denen die Namen der Opfer zu lesen sind. Mit dem neuen Denkmal wollte die ANFM die Verantwortung für das Opfergedenken an sich ziehen und den Staat davon fernhalten. Man sah aber auch Vorteile bei der Gestaltung: Anders als das Denkmal mit der Krypta ist das neue Denkmal mit der Säule weithin sichtbar. Die Säule ist an die alte Totenleuchte und damit an die regionale Tradition des Totengedenkens angelehnt. Arbeitskräfte aus der Region wurden mit dem Bau beauftragt.
Seit 1974 wird das Martyrium vor dem Friedhof als Museum genutzt. In der Krypta werden Gegenstände ausgestellt, die den Opfern gehört hatten, beispielsweise Kinderspielzeug oder Uhren. Die ANFM hatte diese Gegenstände zuvor in einem kleinen Maison du Souvenir („Haus der Erinnerung“) ausgestellt. Dieses Museum befand sich in einer seinerzeit vom Feuer verschonten Scheune nahe der ausgebrannten Kirche. Als die ANMF einen Ausbau ihres Museums plante, wurde der Vorschlag gemacht, die Ausstellung stattdessen im Martyrium unterzubringen. Nach langen Verhandlungen stimmte die ANFM dem Vorschlag schließlich zu. Damit lockerte sie ihre feindselige Haltung gegenüber dem Staat.

## Brunnengrab
Außerhalb des Friedhofes, und zwar gleich beim Eingang zum Ruinendorf, der unterirdisch durch das Centre de la Mémoire führt, befindet sich ein weiteres Grab von SS-Opfern: Im Brunnen des Landwirtes Lauze wurden nach dem Massaker mehrere Leichen gefunden, wahrscheinlich die Bewohner des Bauernhofes. Sie waren bereits so stark verwest, dass eine Bergung nicht mehr möglich war. Deswegen wurde beschlossen, sie einzuzementieren. Damit wurde der Brunnen zum Grab dieser Menschen.